# Opsoempheria atra
Opsoempheria atra är en tvåvingeart som beskrevs av Townsend 1927. Opsoempheria atra ingår i släktet Opsoempheria och familjen parasitflugor. Inga underarter finns listade i Catalogue of Life.